# 西堀智美
西堀 智美（にしほり さとみ、1997年8月28日 - ）は、日本の元タレント、元グラビアアイドル。東京都出身。元e-2dive entertainment所属

## 人物
- 趣味は料理(特にスイーツ系が得意)
- 料理はストレス発散の１つらしい。
- カラオケ行くこと。
- 特技はバレーボール。
- 高校時代はその胸の大きさが話題となり学校中で知らない人が居なかった。
- 年に数回、高尾山に登山に行く。
- 絶叫系アトラクションが好きで、富士急ハイランドに行く事が多い。
- バストはデビュー時からの公称は91cmだがダイエットの効果にて現在は96cmとなっている。2018年7月時点でTwitterプロフィールのカップがGからHに変更されている。
- 村上マヨネーズのツッコませて頂きます!でIカップであることが判明する。
- 売られたケンカは買うタイプ。特に理不尽な言い掛かりにはとことん論破してしまう事もある。
- 自分自身、同性から嫌われているタイプだと述べている[1]。

## 作品

### DVD
- ピュア・スマイル（2016年10月21日、竹書房)
- 従順乙女（2017年1月20日、イーネット・フロンティア)
- マシュメロン（2017年5月26日、スパイスビジュアル)
- スクールデイズ（2017年9月20日、ラインコミュニケーションズ)
- サトラレテ、ミツメラレテ（2017年12月22日、エスデジタル)

### 写真集
- 少女から大人へ（2018年11月8日、游学社、撮影：KEN SATO）ISBN 978-4904827536